# Col de la Faucille

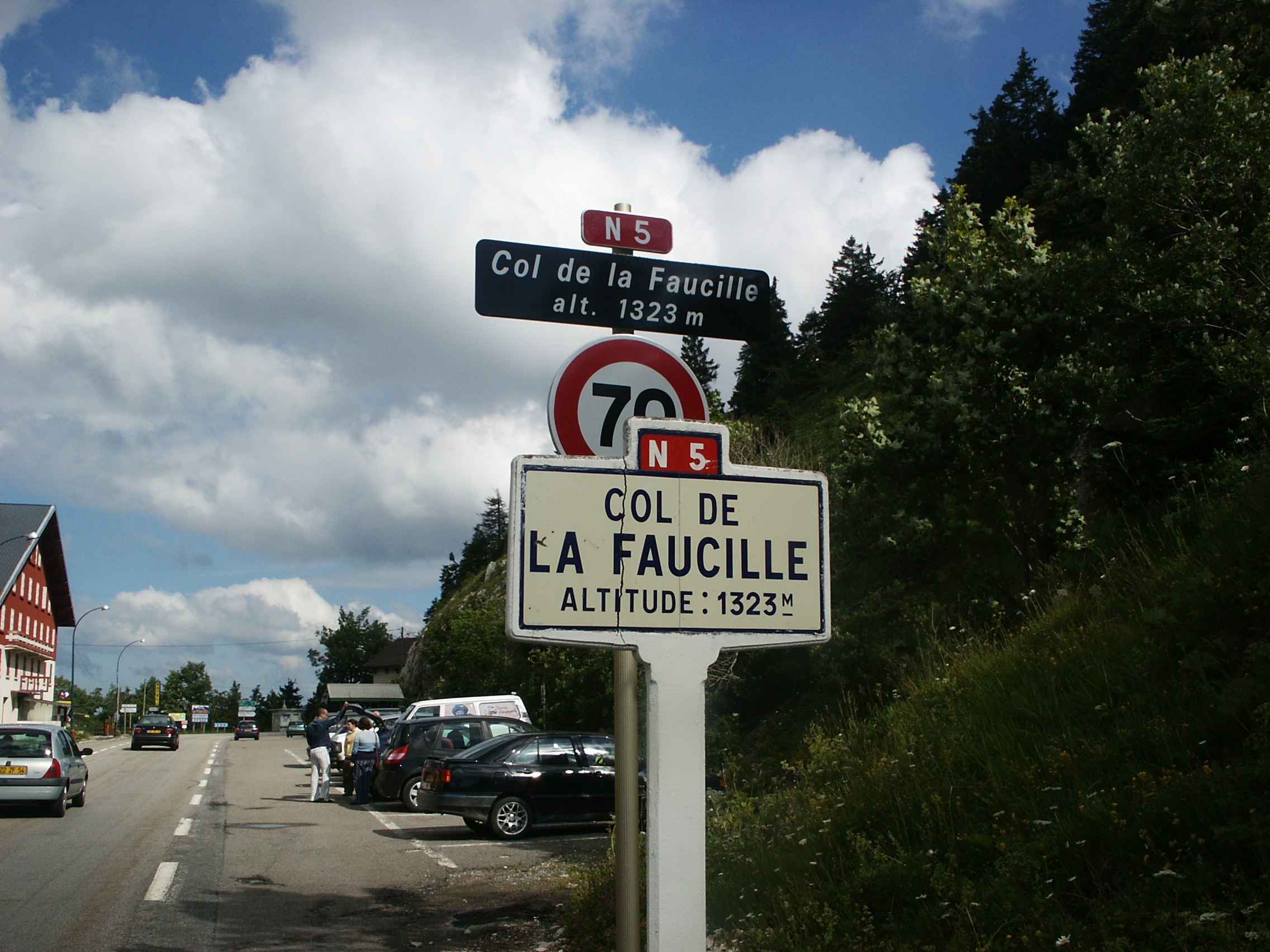
Col de la Faucille

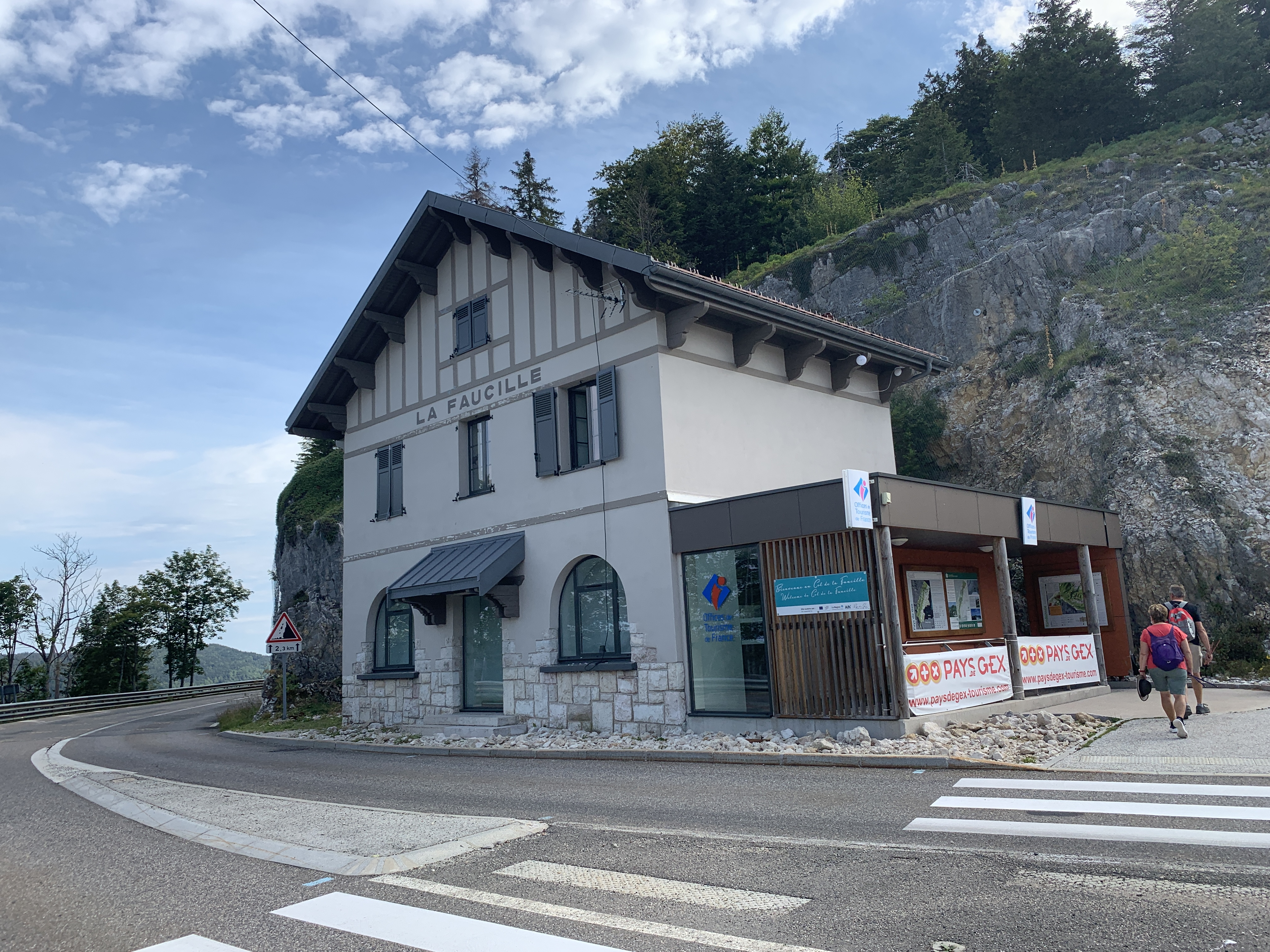
Budynek dawnego francuskiego urzędu celnego, obecnie punkt „it”

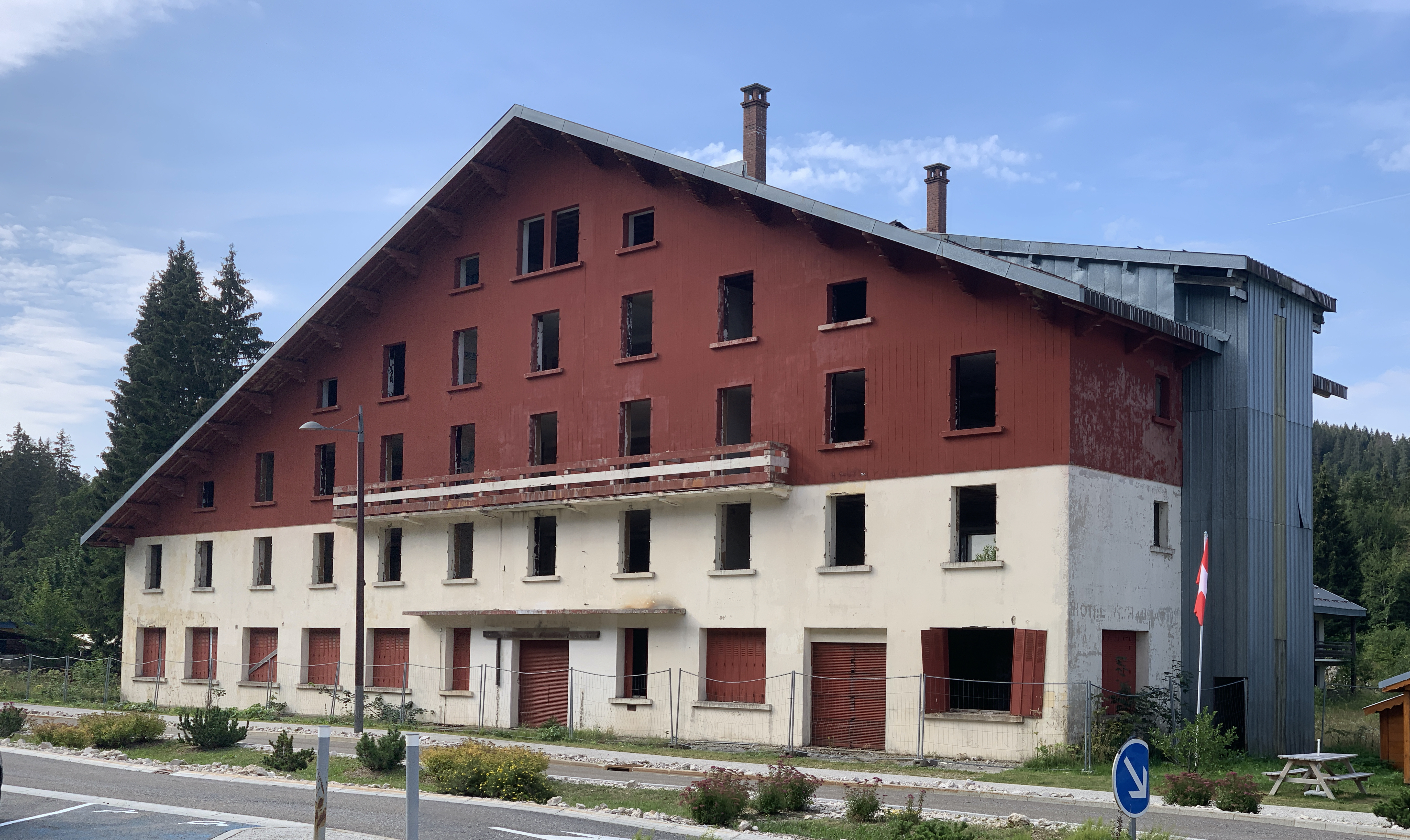
Opustoszały budynek szwajcarskiego urzędu celnego (2020 r.)

Col de la Faucille (1320 m n.p.m.) – przełęcz w południowej części pasma Jury, na terenie Francji. Prowadzi przez nią droga, stanowiąca połączenie francuskiego regionu Franche-Comté z Genewą poprzez Pays de Gex, w przeszłości fragment ważnego międzynarodowego szlaku łączącego Paryż z Rzymem.

## Położenie
Przełęcz znajduje się w wewnętrznym, najbardziej ku wschodowi wysuniętym pasmie Jury i w jego najwyższej części: leży ok. 12,5 km na północny wschód od najwyższego szczytu Jury, Crêt de la Neige (1720 m n.p.m.) i ok. 9 km na południowy zachód od La Dôle (1677 m n.p.m.), drugiego co do wysokości szczytu Jury szwajcarskiej. Bezpośrednio od południa góruje nad nią szczyt Petit Montrond (1543 m n.p.m.), zwieńczony wysokim masztem nadajnika telekomunikacyjnego.
W kierunku wschodnim stoki przełęczy opadają ku niecce Jeziora Genewskiego, zaś w kierunku zachodnim – ku dolinie zwanej Combe de Mijoux, którą płynie rzeka Valserine.
Biegnąca przez nią droga (D 1005) łączy miejscowość Gex w departamencie Ain z miejscowościami Les Rousses (D 1005) i Saint-Claude (D 436) w departamencie Jura. Najwyższy punkt drogi na przełęczy ma kotę 1323 m n.p.m.

## Historia
Stara droga z Saint-Claude w kierunku Genewy, przebudowana dla celów komunikacyjnych w XVII wieku, została zmodernizowana w latach 1742-1752 dzięki szeroko zakrojonym pracom, którymi kierował inżynier Jean-Baptiste Niepce.
W 1802 roku francuski inżynier Nicolas Céard (1745-1821) otrzymał od Napoleona Bonapartego polecenie budowy nowej strategicznej drogi pomiędzy Col de la Faucille i Les Rousses przez dolinę Dappes, która zapewniałaby najkrótsze bezpośrednie połączenie między północą a południem Europy, omijające terytorium Szwajcarii. Cesarz osobiście był zainteresowany poprawą stanu tej drogi, która otwierała mu dostęp do alpejskich przełęczy i do Włoch – do dziś obmurowane źródło przy zjeździe z przełęczy w kierunku Gex nosi nazwę „Fontaine de Napoléon”. Ukończona w 1804 r., trasa została włączona w 1811 r. w ciąg głównej drogi z Paryża do Rzymu i Neapolu przez przełęcz Simplon i Mediolan. W wyniku zmian granicznych i włączenia doliny Dappes do szwajcarskiego kantonu Vaud (1815) droga ta przestała jednak być utrzymywana, a ruch na niej znacząco spadł. W połowie XIX wieku znaczenie handlowe tego przejścia było mniejsze, niż jego znaczenie militarne.
Na początku XX wieku Genewa zainteresowała się połączeniem kolejowym Paryż-Mediolan, chcąc zrekompensować sobie straty spowodowane otwarciem linii kolejowej Collonges-Annemasse-Thonon, biegnącej w całości po terytorium Francji, z pominięciem Szwajcarii. Już w marcu 1899 r. w Genewie założono Stowarzyszenie na rzecz budowy tunelu kolejowego pod przełęczą Faucille, na którego czele stanął, jako sekretarz generalny, Gustave Goegg, we współpracy z międzynarodowym komitetem mającym siedzibę w Paryżu. Projekt, przyjęty przychylnie przez senat Włoch (1901) i parlament francuski (1902), spotkał się jednak ze sprzeciwem kantonu Vaud, wspieranego przez rząd federalny, który bronił linii simplońskiej, biegnącej przez Vallorbe i Lozannę. Pomimo porozumienia francusko-szwajcarskiego, zawartego ostatecznie w 1908 r., projekt został porzucony ze względu na zbyt wysoki koszt wydrążenia 15-kilometrowego tunelu.
W 1933 r., po traktacie z Territet, granicę francuskiego wolnego obszaru celnego Pays de Gex, organicznie związanego z Genewą, przeniesiono z doliny Valserine na grzbiet Jury i przełęcz Faucille. Francuski posterunek mieścił się w historycznym budynku, w którym obecnie funkcjonuje punkt informacji turystycznej. Po II wojnie światowej Szwajcarzy wybudowali swój urząd celny. Wielki budynek opustoszał po wejściu Szwajcarii do Strefy Schengen w grudniu 2008 r.

## Turystyka i rekreacja
Col de la Faucille, nadal użytkowana jako przejście przez pasmo Jury, obecnie pełni jednak głównie funkcje związane z turystyką. Przy podjeździe od strony Gex (wschodniej) na wysokości 1201 m n.p.m. znajduje się punkt widokowy Belvédère du Pailly, oferujący widok na całą południową część Jeziora Genewskiego, za którym piętrzą się Alpy z masywem Mont Blanc na ostatnim planie.
Przełęcz pozostaje punktem wyjścia dla wycieczek pieszych w góry, zarówno w kierunku najwyższego szczytu tego pasma, francuskiego Crêt de la Neige, jak i w kierunku przeciwnym, na szwajcarską La Dôle. Otoczenie przełęczy zostało wyposażone w infrastrukturę turystyczną do uprawiania narciarstwa zjazdowego i biegowego. Istnieje tu zespół kolei linowych i wyciągów narciarskich Mijoux-La Faucille, którego kulminacją jest szczyt Petit Montrond. Droga do ośrodka odgałęzia się na samym siodle przełęczy.